# 해리 (심리학)
해리(解離, Dissociation)는 무의식적 방어기제의 하나이며, 한 개인에게 있어 모종의 일련의 심리적 또는 행동적 과정을, 개인의 정신활동에서 격리시키는 것을 말한다. 추상적으로 표현한다면, 감각, 지각, 기억, 사고, 의도라고 하는 개개의 체험의 요소가 「나의 체험」「나의 인생」으로 일반적으로 통합되어 있는 것들의 흐트러짐이자, 통합성의 상실을 이른다.
그 중에는 누구에게나 있는 정상적인 범위부터, 장애로 다루어지는 단계까지를 포함한 폭넓은 해석이 있지만, 일반적으로는 해리성 장애, 더불어 그 중에서도 대표적인 해리성 정체성 장애를, 혹은 그 증상을 가리키는데 쓰이는 일이 많다.

## 역사

### 자네, 프린스, 설리반
'해리'라는 개념을 만든 것은 프랑스 정신과의사 피에르 자네(P.Janet)라고 알려져 있다. 자네는 1889년 저서 『심리자동증』에서 '의식의 해리'를 논하고, '어떤 종류의 심리현상이 특수한 일군을 이뤄서 잊어버리게 되는 상태'를 '해리에 의한 하의식'이라고 부르고, 그 결과 생기는 모든 증상이 히스테리라고 하였다. 그리고 현재 해리성동일성장애와 일치하는 의미에서 '계속적복수존재'를 논하고, 그 심리규제를 '심리적해리(désagrégation psychologique)'라고 불렀다. 자네는 'dissociation'이라는 용어를 사용하였지만 이를 '모든 기능의 해리(분산)'으로 일반용어로서 사용하고, 심리기제로서의 'désagrégation'과는 구별하였다. 특히 '기억 해리에 의한 치료'라는 표현으로서 '해리'는 '해리성장애(Dissociative Disorder)'의 '해리'가 아니라 '기억에서 분리된다' 즉 '그런 건 잊게 한다'는 의미인 것이다.
영어권 정신의학용어로서 dissociation은 1905년 미국 모턴 프린스(Morton Prince)가 『인격의 해리(The Dissociation of a Personality)』에서 처음 사용하였다. 이를 발전시킨 해리 스택 설리번(Harry S. Sullivan)은 동성애금기나 교회권력 등 문화적 압력에서 해리된 인격부분이 '해리된 시스템(Dissociated System)'으로서 환청이나 도피 등의 행위를 유도한다고 보았다. 설리번의 강력한 영향 하에서 제2차세계대전 이후 해리 연구는 사회심리학이나 성격장애 연구를 종합하는 형태로 미국을 중심으로 발전되었다.

### 해리, 억압, 분열
같은 시기, 프로이트(S. Freud)는 억압이라는 개념을 사용하여 정신분석을 정립하고 있었다. 힐가드(Ernest R. Hilgard)는 1977년 논문에서 프로이트의 억압 개념은 '수평의 벽 혹은 뚜껑'이라고 표현하였다. 즉 무의식은 의식과 다르기에 그 수면 아래에 가라앉은 기억은 상기할 수 없다. 이에 반하여 해리는 상호 연락은 불가능하지만, 각각의 의식상태에 있어 다른 의식·무의식이 있는 경우이다. 여기서 해리는 수평의 벽(뚜껑)이 아니라 '수직의 벽 혹은 뚜껑'이라는 것이다. 다만 어디까지나 일정한 체험 기억과 이에 관한 사고는 통상의 의식에서 분리된다는 점에서는 같다.
방어기제에 관하여서 해리와 같은 수직의 벽(뚜껑)에 해당하는 것으로 분열(splitting)이 있다. 멜라니 클라인(Melanie Klein)은 예를 들어 아기가 잘 나오는 젖가슴과 그렇지 않은 젖가슴을 같은 걸로 인식하지 못하지만 성장하면서 이 둘을 같은 것으로 인식할 수 있는데, 스플리팅은 그렇지 못한 상황, 즉 성장과 인식이 소외된 상태라고 설명한다. 분열은 대상을 나누지만, 해리는 자기가 나뉜다는 것이 다르다.

## 정상적인 범주부터 장애 단계까지

### 생물학적해리와 심리적해리
퍼트남(Putnam,F.W.)과 함께 북미에서 해리성장애의 대가로 알려진 콜린 로스(Collin A. Ross)는 1997년 해리성동일성장애에 있어 치료자를 위한 교과서라고 불리는『해리성동일성장애 : 다중인격의 진단, 임상적 특징 및 치료(Dissociative identity disorder : diagnosis, clinical features, and treatment of multiple personality)』개정판에서 해리를 '병적/건강'과 '심리적/생물학적' 두 가지 축에 따라 총 네 가지 범주로 나뉜다.
- 건강한 심리적해리는, 강의가 지겨워지는 심리현상으로 인하여 백일몽을 꾸고 수업 내용을 떠올리지 못하는 것과 같다.

- 건강한 생물학적해리는, 수면이라는 생물학적 현상과 함께, 밤에 화장실에 간 것을 기억하지 못하는 것과 같다.

- 병적인 생물학적해리는, 뇌진탕이라는 뇌에서의 생물학적 영향으로 인해 교통사고를 떠올리지 못하는 것과 같다.

- 병적인 심리적해리는 해리성장애라고 한다.

후술할 힐가드(Ernest R. Hilgard) 실험에서와 같이 최면에 의하여서도 의도적으로 해리를 유발할 수 있으나, '건강한 심리적해리'이며, 약물에 의해서도 해리를 유발하는 경우가 있지만, 이는 '병적인 생물학적해리' 범주에 속하지만, 해리성장애는 아니다.

### 연속적인가 불연속적인가에 관한 논쟁
콜린 로스의 두 축 중 하나인 '병적/건강'이 있지만, 자네(Janet)도 몰턴 프린스(M.Prince)도 "현재 해리성동일상장애 혹은 해리성장애 범주에 대하여 '해리'라는 용어를 사용하고 있지만, '정상적 해리'와 같은 건 상상도 하고 있지 않다. 이를 정상 혹은 일상적 범주로까지 확대한 것이 힐가드의 '신해리론(Neodissociation theory)'으로, 최면실험이다. 여기에서 '해리'는, 보통사람에게도 나타나는 정상상태에서 장애로 다뤄지는 이상상태까지가 무단계적으로 연속된다.
퍼트남도 당초에는 이 연속체모델 입장에 있었으나, 1986년 아직 이러한 단계에 관하여서 정립되어있지 않을 때, 해리체험척도(DES：Dissociative Experience Scale)를 작성한다. 그리고 그 해리체험척도가 큰 사람들 중에 해리성장애가 있는 가능성이 있다고 본다. DES는 정상 범주의 해리현상에서 정신병적인 해리현상까지에 관하여 질문하는 28개 항목 질문지이며, 각 질문에 0%에서 100%까지 11단계로 대답하고, 전체 28개 항목의 평균체험률을 DES 점수로 한다. DES 점수가 평균 30점 이상이면 해리성장애를 의심해볼 만하다. 어디까지나 선별검사(screening test)에 해당하며 이걸로 장애가 확정되는 것은 아니다.
해리는 정상범주에서 장애로서 다뤄지는 단계까지를 포함한다고 하였지만, 이는 '단계 없이 연속적인 것인가' 아니면 '불연속적으로 정상과 장애 두 그룹으로 나뉘는가'가 문제가 된다. 퍼트남도 당초 이 연속체모델 입장이었지만 이후 이산적행동모델로 기울어졌으며 이를 불연속적인 두 개의 별개 그룹이라고 보게 되었다. 그것이 DES해리체험척도에도 나타나고 있기에, 아래 항목을 예로 하면서 세 단계로 나누어 보게 된다.

### 정상적인 범주
강의가 지루하여 공상에 빠지다가 수업끝을 알리는 종이 울리면 다시 나로 돌아오는 것, 소설이나 게임에 몰입하여 친구들이 이야기를 걸어도 알아차리지 못하는 것, 과음한 다음날 전날의 일이 전혀 떠올리지 않는 것 등은 광의의 해리이지만 누구에게나 있는 것으로 병적인 해리는 아니다.
DES・해리체험척도는 초기 버전에서 28개 항목에 해리의 '정상적인 범주'를 많이 포함하고 있다. 아래는 DES 28개 항목에서 병적 해리지표 DES-T의 8개 항모글 제외한 정상해리지표(NDI) 20개 항목의 일부이다. 콜린 로스의 2개 축 4분류로 말하면 '건강한 심리적해리'에 해당한다.
1. 차를 운전한 때나 전차나 버스에 타고 있는 중의 일을 일부 혹은 전부 기억하지 못할 때가 있다.

2. 타인의 말을 듣고 있을 때, 그 내용 일부 혹은 전부를 듣고도 기억하지 못할 때가 있다.

17. TV나 영화를 볼 때, 말에 몰입하여 주위의 일을 알아차리지 못한다.

18. 공상에 빠져 현실에 일어나고 있는 것처럼 느낀다.

20. 아무것도 생각하지 않으며 시간이 가고 있는 것도 느끼지 못하고 가만히 하늘만 바라보고 있다.

24. 어떤 것을 실행한건가, 아니면 하려고 생각한 것뿐인가를 떠올리지 못하는 경우가 있다.

이는 누구라도 약간씩 가지고 있는 정상적인 범주이지만 연구자적으로는 해리라고 해도, 일반인의 일상적인 감각에서 굳이 '해리'라고 부르지는 않는다. 예를 들어 위의 17번 항목에 해당하는 사람이 '몰두하고 있었다'고 말해도 '해리하고 있었어'라고 말하지 않는 것과 같다.

### 불행을 당한 상황에서의 정상적인 범주
급작스런 불행을 당한 사람이 어지럼증을 일으키며 정신을 잃기도 하지만, 이것은 정상적인 범주에서의 방어기제로서의 '해리'이다. 더욱이 큰 정신적 고통에서, 또한 어린이처럼 마음의 내성이 낮을 때, 한계를 넘은 고통이나 감정을 유체이탈체험이나 기억상실의 형태로 분리시켜 자신의 마음을 지키려하지만, 이것도 일시적이라면 인간의 방어본능으로서의 '해리'에 속하며, 일상적이지 않은 장애는 아니다.

### 장애에 속하는 범주
장애가 되는 것은 다음과 같은 단계이다. 공상과 해리는 만성적인 스트레스 상황에 놓인 아이들에게는 유일한 실행가능한 회피행동이지만, 상황이 만성적이지만 이로 인하여 그런 상태가 항상화되어 자기통제권을 상실하여 다른 형태의 고통이 생기거나, 사회생활에 지장까지 가져오게 되는 경우는 해리성장애라고 한다. 해리성동일성장애는 분리된 자기 감정이나 기억이 속에서 성장하여, 그것이 마치 하나의 인격처럼 되어 일시적 혹은 장기간에 걸쳐 겉으로 드러나는 상태이다. 해리성장애 가능성이 높다는 것은, DES-Taxon에서도 병적인 해리성장애에 관한 아래의 8개 항목 중에서 최소 한 개 이상에 해당하는 경우이다.
3. 알아차리면 다른 장소에 있어서 왜 여기까지 왔는지 스스로도 모른다.

5. 물건 중에서 스스로 샀다는 기억이 없는 새로운 물건이 있다.

7. 타인들이 보고 있는 것처럼 자기자신을 밖에서 바라보고 있는 경험을 한 경우가 있다.

8. 친구나 가족을 알아보지 못한다. 혹은 그렇다고 인정하지 않으면 타인이 지적하기도 한다.

12. 주위 사람, 물건, 사건이 현실에 있는 것이 아닌 것처럼 느낀다.

13. 자기 몸이 자기것이 아니라고 느낄 때가 있다.

22. 상황이 변하면 전혀 다른 행동을 하기에, 자기가 두 사람이 있는 것처럼 느낀다.

27. 가끔 머리 속에서 소리가 들려서 무언가를 명령하거나 자기 행위에 코멘트하는 경우가 있다.

이러한 질문에 높은 확률로 해당한다면 해리성장애 가능성이 높지만, 이것만으로 판단할 수는 없다. 이러한 정형의 질문이 아니라 보다 세세한 구체적인 이야기 속에서 의사가 종합적으로 진단을 시행해야 한다. 해리증상은 해리성장애만으로 있는 것이 아니다. 급성스트레스장애(acute stress disorder, ASD), 외상후스트레스장애(post-traumatic stress disorder, PTSD), 경계선성격장애(borderline personality disorder, BPD)에도 해리증상이 보인다.

## 같이 보기
- 반동형성
- 억압
- 해리성 장애
- 해리성 정체성 장애
- 외상 후 스트레스 장애
- 경계선 인격장애
- 주지화